# 隼人東インターチェンジ

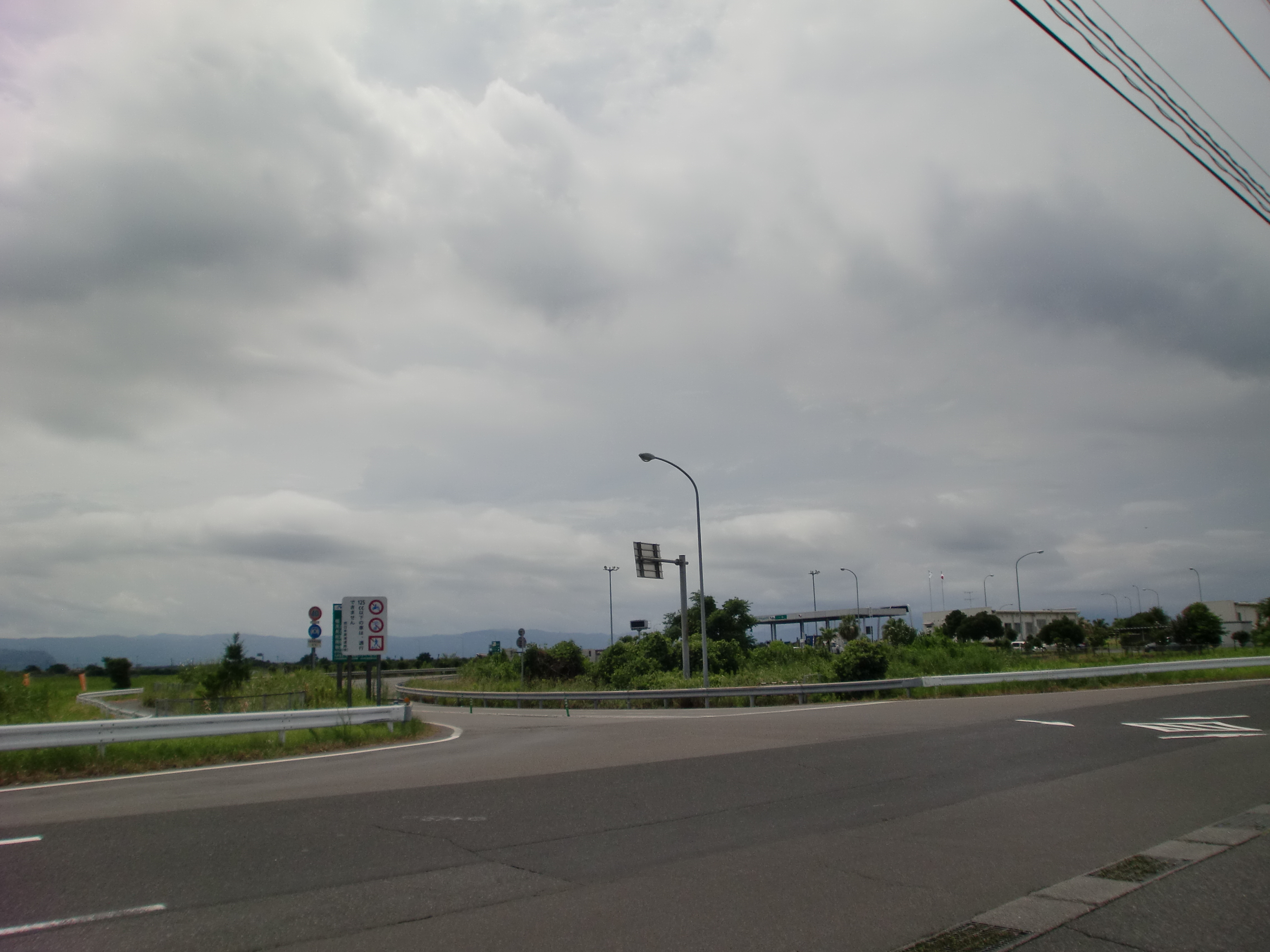
隼人東IC入り口付近

隼人東インターチェンジ（はやとひがしインターチェンジ）は、鹿児島県霧島市隼人町住吉にある東九州自動車道（高速自動車国道）及び隼人道路（東九州自動車道に並行する一般国道10号の自動車専用道路）のインターチェンジである。

## 歴史
- 1992年（平成4年）3月25日：隼人道路・隼人東IC - 加治木IC間開通に伴い、供用開始[1]。
- 2000年（平成12年）3月4日：東九州自動車道・国分IC - 隼人東IC間開通[1]。

## 周辺
- 霧島市役所隼人支所
- 久留米運送隼人営業所
- 隼人駅
- 霧島市立富隈小学校

## 接続する道路
- 直接接続
  - 鹿児島県道58号隼人港線

- 間接接続
  - 国道10号
  - 国道223号

## 料金所
- ブース数：4

### 入口
- ブース数：2
  - ETC専用：1
  - 一般：1

### 出口
- ブース数：2
  - ETC専用：1
  - 一般：1

## 隣
E78 東九州自動車道（隼人道路区間を含む）
(40) 国分IC - (41) 隼人東IC - (42) 隼人西IC